# Yaginumaella tenzingi
Yaginumaella tenzingi là một loài nhện trong họ Salticidae.
Loài này thuộc chi Yaginumaella. Yaginumaella tenzingi được Marek Żabka miêu tả năm 1980.